# Strada statale 466 di Sibiola
La strada statale 466 di Sibiola (SS 466) è una strada statale italiana, il cui percorso collega Monastir con Serdiana.

## Percorso
La strada ha inizio alla rotatoria costruita alla confluenza tra la strada statale 130 dir Iglesiente ed il vecchio tracciato della strada statale 131 Carlo Felice, oramai dismesso e consegnato al comune di Monastir.
Proseguendo in direzione est, presenta in sequenza i due svincoli per la strada statale 131 Carlo Felice, accessibile quindi in tutte e due le direzioni, e giunge ad Ussana ormai evitata in variante.
Il tracciato continua fino all'innesto con la strada statale 387 del Gerrei, proprio alle porte dell'abitato di Serdiana.